# تيري جونسون (لاعب هوكي الجليد)
تيري جونسون هو لاعب هوكي الجليد كندي، ولد في 28 نوفمبر 1958 في كالغاري في كندا.

## وصلات خارجية
- تيري جونسون على موقع دوري الهوكي الوطني (الإنجليزية)
- تيري جونسون على موقع EliteProspects.com (الإنجليزية)
- تيري جونسون على موقع HockeyDB.com (الإنجليزية)
- تيري جونسون على موقع Hockey-Reference.com (الإنجليزية)